# Icosà
L'icosà (també anomenat eicosà o didecil) és un hidrocarbur alifàtic de 20 carbonis, de fórmula C20H42. El seu punt de fusió és de 37 °C i el d'ebullició, a 342 °C.
La seva massa molar és de 282.5475 g/mol.